# Dillon Read
La Dillon, Read & Co. è stata un'importante banca d'affari americana dagli anni Venti agli anni Sessanta.

## Storia
Le origini della Dillon Read vengono fatte risalire al 1832 con la fondazione della ditta di brokers di Wall Street  Carpenter & Vermilye. A questa ditta successe la Read & Company in cui il socio principale era William A. Read. L'azienda era specializzata nella sottoscrizione di titoli di stato dei paesi latinoamericani.
Nel 1921 la ditta assunse il nome Dillon, Read & Co. in seguito all'ingresso del nuovo socio Clarence Dillon, il quale condusse in porto numerose operazioni, come il salvataggio della Goodyear Tire & Rubber Company; nel 1925 rilevò la Dodge Motors e nel 1928 la rivendette alla Chrysler; nel 1924 lanciò il primo investment trust del primo dopoguerra; nel 1926 gestì il più grosso collocamento azionario fino ad allora avvenuto. Alla fine del decennio la Dillon Read era considerata una potenza finanziaria paragonabile alla J.P. Morgan & Co. e alla Kuhn, Loeb & Co..
C. Douglas Dillon, figlio del fondatore, dopo esser stato vicepresidente e direttore della Dillon Read, divenne Sottosegretario al Tesoro e ambasciatore in Francia durante la presidenza di Dwight Eisenhower, e poi Segretario del tesoro sotto la presidenza di John F. Kennedy. Nicholas F. Brady, dopo esser stato presidente della Banca dal 1970 al 1982 divenne Senatore del New Jersey e Segretario del Tesoro durante la presidenza di Ronald Reagan e George H. W. Bush.
La Dillon Read fu venduta alla Barings Bank nel 1991, pochi mesi prima che quest'ultima fallisse. Perciò fu ricomprata dai soci della Dillon Read e rivenduta al gruppo assicurativo americano Travellers. Nel 1997 fu poi comprata dalla Società di Banca Svizzera e fusa con la banca d'affari londinese S. G. Warburg & Co. (che era stata acquisita dalla SBS nel 1995) per formare la Warburg Dillon Read. La nuova banca divenne successivamente parte della UBS AG quando questa incorporò la SBS.